# 陈静瑜
陈静瑜（1963年—），男，汉族，江苏无锡人，中华人民共和国胸外科专家、政治人物，无锡市人民医院副院长，中国共产党党员，全国人民代表大会江苏地区代表。

## 生平
毕业于苏州医学院医学系医学专业。2008年起担任全国人大代表。2013年，被选为全国人大代表。2018年2月24日，当选为第十三届全国人大代表。
2020年2月29日，他率领团队，在无锡成功完成全球首例新冠肺炎转阴患者双肺移植手术。